# Ann Macbeth
Ann Macbeth (* 25. September 1875 in Bolton, Lancashire; † 23. März 1948 in Carlisle, Cumberland) war eine englisch-britische Stickerin, Designerin, Hochschullehrerin, Autorin und Suffragette. Sie war Teil der Glasgow School, wo sie mit Margaret MacDonald Mackintosh, Charles Rennie Mackintosh und den anderen „Glasgow Girls“ befreundet war. Sie war eine aktive Suffragette und entwarf Banner für die Women's Social and Political Union (WSPU).

## Leben
Macbeth war das älteste der neun Kinder von Norman Macbeth, einem Maschinenbauingenieur, und seiner Frau Annie Macbeth, geborene MacNicol. Sie besuchte eine Schule an der St. Anne’s Church in Turton, wohin ihre Familie umgezogen war. Aufgrund eines Scharlachanfalls in ihrer Kindheit konnte Ann nur ein Auge benutzen.
Sie stammte aus einem künstlerischen Umfeld: Zu ihren Onkeln gehörten die Künstler Robert Macbeth und Henry Macbeth-Raeburn, und ihr Großvater väterlicherseits war der Porträtist Norman Macbeth. Nach Abschluss ihres Studiums an der Glasgow School of Art im Jahr 1901 wurde Macbeth Assistentin von Jessie Newbery und zusammen mit ihrer Lehrerin in der Stickereiabteilung der Glasgow School of Art. 1902 nahm sie an der „Schottischen Sektion“ der Prima Esposizione Internazionale d’Arte Decorativa Moderna in Turin teil, wo sie eine Silbermedaille für den Entwurf des Glasgower Wappens auf einer Seite des Banners gewann, das Arthur William Rucker von der British Association for the Advancement of Science überreicht wurde. Ab 1906 unterrichtete sie Metallarbeiten an der Glasgow School of Art. Dort unterrichtete sie von 1907 bis 1911 auch Buchbinderei und ab 1912 Keramikdekoration.
Von etwa 1902 bis 1911 war die Handarbeitsabteilung die größte der handwerklichen Abteilungen an der Glasgow School of Art. Es war vorgeschrieben, dass alle Glasgower Schülerinnen das Nähen erlernen sollten. Die von Newberry, Macbeth und ihren Schülerinnen gefertigten Arbeiten lassen sich in zwei Haupttypen einteilen: den kühnen, von der Natur inspirierten, gemusterten Stil, der sich auf praktischen Gegenständen wiederfindet, oder die konventionellere Ästhetik, die aus Bildtafeln besteht, die auf Kaminschirmen oder kirchlichen Wandbehängen zu finden sind. Newberry war vielleicht die mutigere der beiden, Macbeth bestickte die Tafeln umfangreicher mit ausdrucksstarken Stichen. Diese gestickten Paneele zeigten junge Mädchen mit Girlanden oder Mädchen in einer Landschaft, ähnlich wie bei den Glasmalereien der damaligen Zeit.
1908 trat sie die Nachfolge von Jessie Newbery als Leiterin der Abteilung für Nadelarbeit und Stickerei an der Glasgow School of Art an, und 1912 wurde sie Studiendirektorin des Needlework-Decorative Arts Studio. 1911 beteiligte sie sich an den Planungen für die Scottish Exhibition of National History, Art and Industry und saß im Ausschuss der Abteilung für Decorative and Fine Arts.
Macbeth entwarf das Banner für die Demonstration der National Union of Women’s Suffrage Societies 1908 in Edinburgh. Im Oktober 1909 wurde dem Glasgower Zweig der Women’s Social and Political Union (WSPU), dem militanten Flügel der Kampagne für das Frauenwahlrecht im Vereinigten Königreich, ein von Macbeth entworfenes gesticktes Banner überreicht. Für eine Ausstellung im Jahr 1910 entwarf Macbeth das WSPU Holloway Prisoners Banner, eine Leinendecke mit den gestickten Unterschriften von 80 hungerstreikenden Suffragetten. Macbeth arbeitete nicht nur als Bannermacherin, sondern beteiligte sich als Mitglied der WSPU an militanten Aktionen. Infolgedessen wurde sie inhaftiert, doch da sie weder in Gerichts- noch in Zeitungsberichten auftaucht, scheint sie dies unter falschem Namen getan zu haben; die Art ihrer Aktion ist unbekannt. In einem Brief an den Sekretär der Glasgow School of Arts vom Mai 1912 bedankte sich Macbeth für seine „freundlichen Briefe“ und schrieb: „Ich bin immer noch sehr viel weniger kräftig, als ich erwartet hatte […] nach vierzehn Tagen Einzelhaft mit Zwangsernährung“. Nach dem Gefängnisaufenthalt 1912 benötigte sie mehrere Monate Pflege als „Halbinvalidin“. Die Leitung der Glasgow School of Arts unterstützte Macbeth während ihrer Genesungszeit sehr. Macbeth wurde „jede erdenkliche Unterstützung zuteil, bis sie gesund genug war, um an die Arbeit zurückzukehren“. Dieses Engagement unterstreicht die stillschweigende Zustimmung der Schulleitung zu Künstlerinnen, die sich für das Wahlrecht einsetzen.
Zusammen mit der Erziehungspsychologin Margaret Swanson veröffentlichte Macbeth 1911 das Lehrbuch Educational Needlecraft. Das Lehrbuch erlangte internationale Anerkennung und beeinflusste den Handarbeitsunterricht in hohem Maße. Es stand bis in die 1950er Jahre im Lehrkanon der schottischen Schulen. Die Stickereikurse an der Glasgow School of Art waren für die gesamte Bevölkerung zugänglich. Samstagsunterricht für Lehrerinnen und Lehrer führte zu einem Zertifikat des schottischen Bildungsministeriums. In ihrem Unterricht und ihren Veröffentlichungen verbreitete Macbeth den radikalen Designansatz der Glasgow School und setzte die Ideen der Arts-and-Crafts-Bewegung in die Praxis um. Sie hob den Stellenwert der häuslichen Schneiderei und ermutigte die Frauen, ihre eigene individualistische Kleidung zu entwerfen. Sie machte selbst entworfene Kleider für Frauen mit bescheidenen Mitteln erschwinglich, indem sie sich für die Verwendung von „einfachen Materialien“ wie Baumwolle, Leinen und Crash einsetzte. In ihren Veröffentlichungen ermutigte Macbeth eine neue Generation von Designerinnen und riet vom Kopieren von existierenden Schnittmustern ab. Die Verwendung dieser einfachen Materialien unterschied sie von den Kunsthandwerkerinnen des Morris-Kreises, die reiche Seidenstoffe verwendeten. Macbeth war der Ansicht, dass Seiden- und Satinstoffe, die bei der vorherigen Generation der Kunststickerinnen am beliebtesten waren, nicht nur teurer, sondern auch „weniger künstlerisch“ seien.
Macbeth wurde eine bekannte Stickerin und Designerin. Sie fertigte unter anderem Bucheinbände, Metallarbeiten und Entwürfe für die Teppichhersteller Alexander Morton and Co, Donald Bros. of Dundee und Liberty’s & Knox’s Linen Thread Company an. Für Liberty lieferte Macbeth auch Stickmuster im Jugendstil, die bis zum Ausbruch des Ersten Weltkriegs in den Versandkatalogen des Unternehmens zu finden waren. Ihre Stickmuster wurden von Liberty zum Aufbügeln für Kleider und Möbeln verkauft. Sie entwarf und bestickte ein Frontal für den Abendmahlstisch der Kathedrale von Glasgow. Das Magazine The Studio veröffentlichte eine Reihe ihrer Arbeiten.
Ab 1920 unterrichtete Macbeth auch Kunsthandwerk im Rahmen der Bewegung der Women’s Institutes und beteiligte sich an Programmen zur Linderung der wirtschaftlichen Not vor Ort. In ihrem Buch Embroidered and Laced Leatherwork beklagte Macbeth, dass Frauen in ihrer Freizeit Kunsthandwerk herstellten und ihre Arbeit abwerteten, indem sie dafür zu wenig verlangten, so dass kaum die Materialkosten gedeckt würden. Durch ihre Lehrtätigkeit am Women’s Institute wollte Macbeth den Kunsthandwerkerinnen durch die Schaffung regionaler Arbeitsstile auch eine Existenzgrundlage bieten.
1920 zog Macbeth nach Patterdale in Westmorland, Cumbria, um. Bis zu ihrer Pensionierung im Jahr 1928 blieb sie Gastdozentin an der Glasgow School of Arts. In Patterdale stellte sie weiterhin Handarbeiten her, oft große dekorative Muster, und fertigte Kirchenbehänge und Gewänder an. Sie dekorierte auch Porzellan und brannte ihr eigenes Porzellan in einem selbst gebauten Ofen. Sie entwickelte eine einfache Methode zum Teppichweben, die 1929 in ihrem Buch Country Woman’s Rug veröffentlicht wurde. Sie vertrat die Ansicht, dass Maschinen das Design demokratisieren würden und dass Kunsthandwerkerinnen, die die Funktionsweise von Maschinen verstanden, eine hohe künstlerische Qualität erreichen könnten. Im Sommer lebte Macbeth auf einem Felsen im Helvellyn Range in einem selbst entworfenen Haus und hielt die örtlichen Hänge in Stickereien fest. Außerhalb des Hauses färbte sie ihr eigenes Garn in Gruben.
Ann Macbeth starb unverheiratet 1948 in Carlisle. 

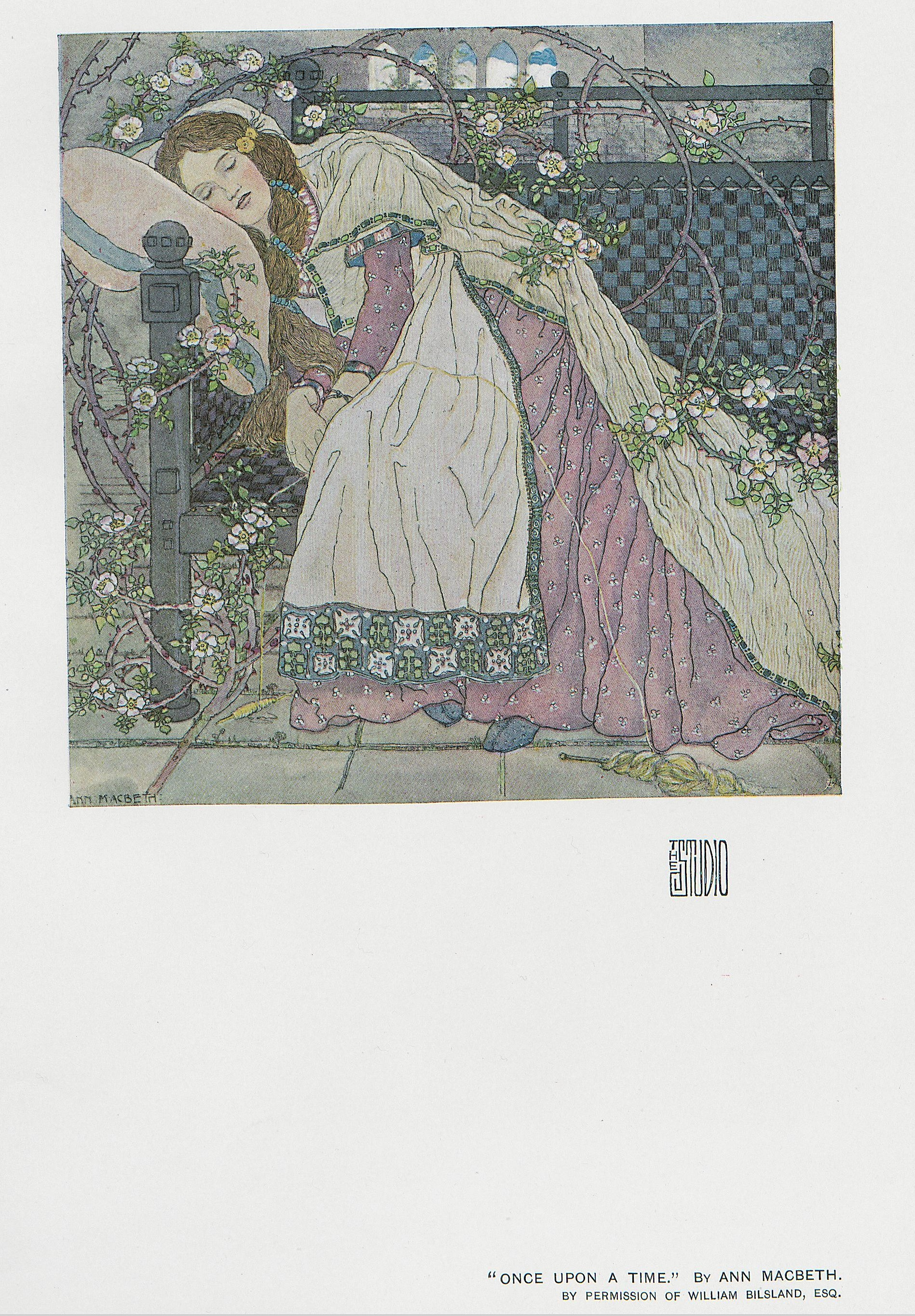
Once upon a time im Studio Magazine Vol. 24, 1902.
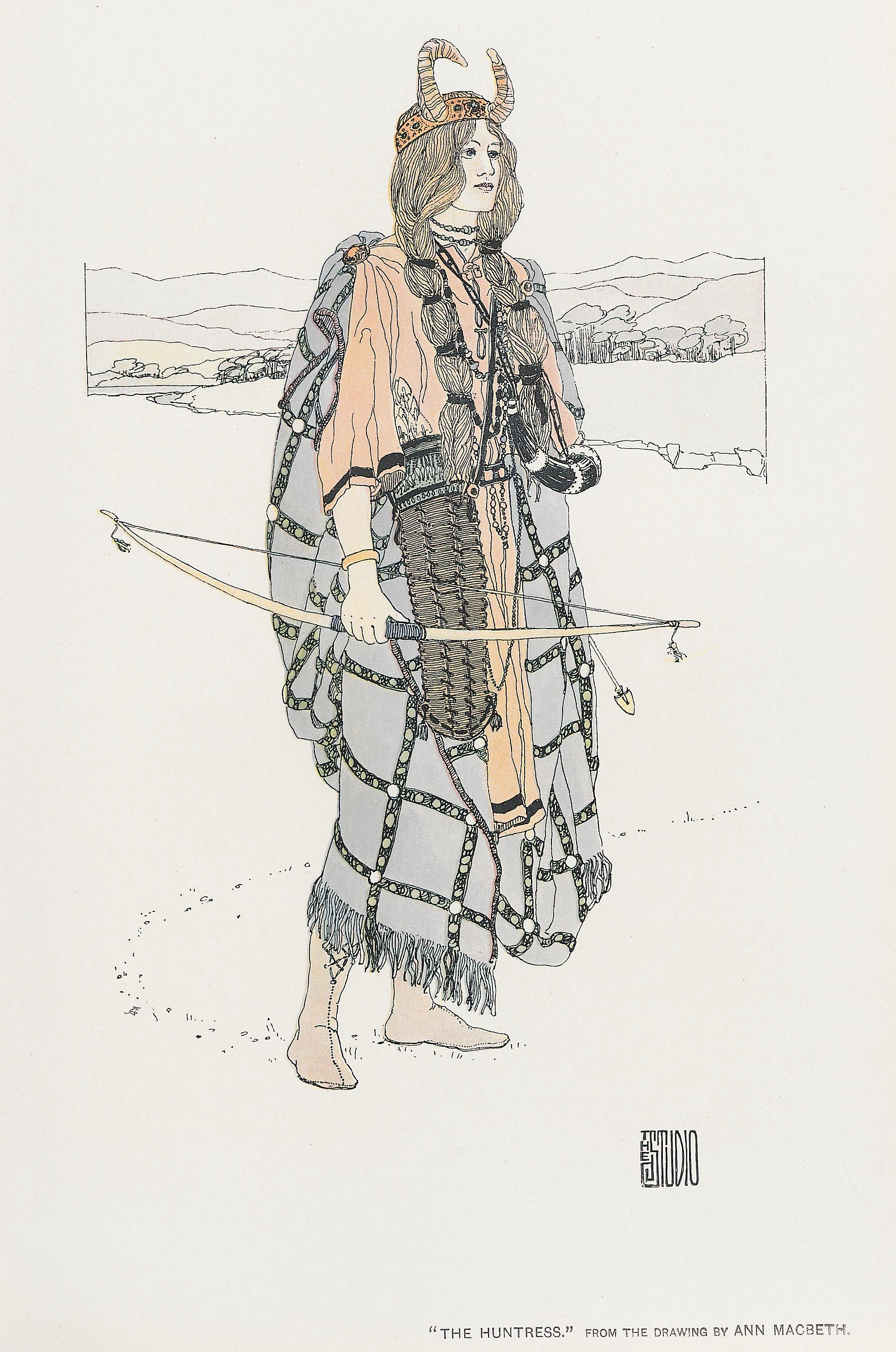
The Huntress im Studio Magazine Vol. 27, 1903.
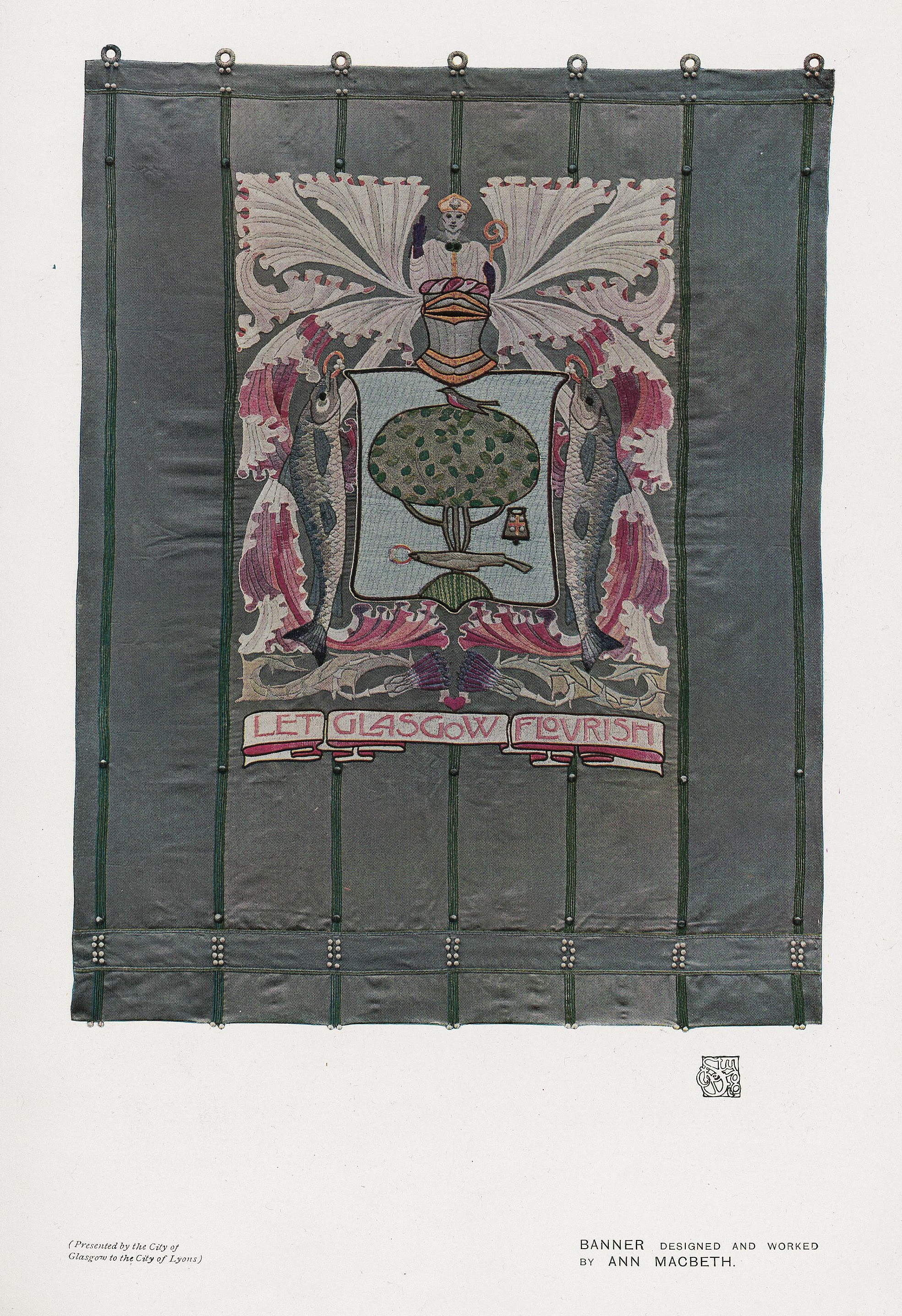
Banner („Let Glasgow Flourish“) im Studio Magazine Vol. 50, 1910.
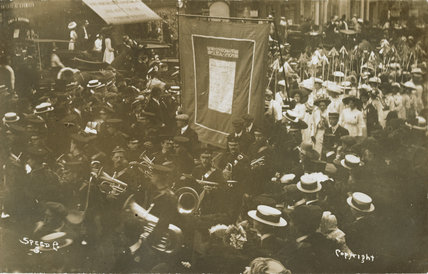
WSPU Holloway Prisoners Banner (mit gestickten Unterschriften von inhaftierten Suffragetten), Demonstration „From Prison to Citizenship“, Juni 1910.
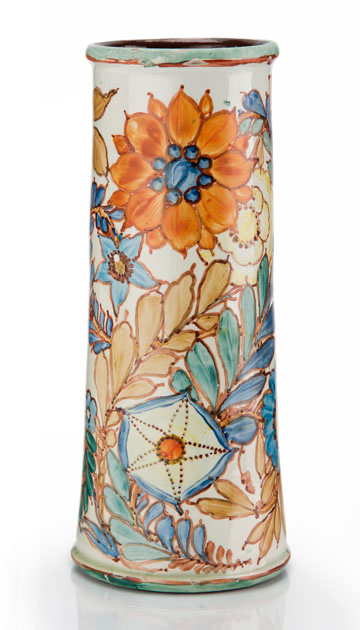
Vase, 1920er Jahre
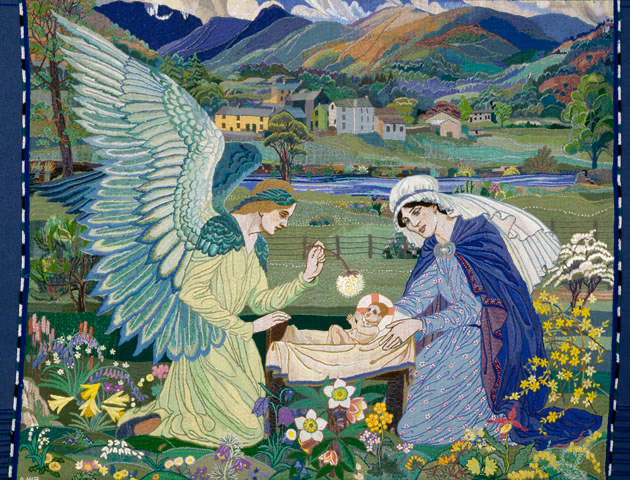
Geburt Christi, Stickarbeit, 1945

## Veröffentlichungen
- mit Margaret Swanson: Educational Needlecraft. Longmans, Green, And Co., London 1911 (chestofbooks.com).
- The Playwork Book. Methuen & Co, London 1918 (archive.org).
- mit May Spence: School and Fireside Crafts. Methuen & Co, London 1930 (archive.org – Erstausgabe:  1920).
- The Country Woman’s Rug Book. Dryad Press, Leicester 1932 (archive.org – Erstausgabe:  1921).
- Needleweaving. Arthur W. Simpson Handicrafts, Kendall 1926 (Erstausgabe:  1922).
- Embroidered Lace and Leatherwork. Methuen & Co, London 1930 (archive.org – Erstausgabe:  1924).